# 埃斯格拉科查山
10°30′59″S 76°49′58″W / 10.51639°S 76.83278°W
埃斯格拉科查山（Isqiraqucha），是秘魯的山峰，位於該國中南部利馬大區，由奧永省的奧永區負責管轄，屬於安地斯山脈的一部分，海拔高度5,200米。